# Граница раздела
Грани́ца разде́ла (англ. interface) — переходный слой между двумя фазами или поверхность касания двух зёрен в поликристаллических материалах. Если толщина этого слоя в конкретном контексте считается пренебрежимо малой, под границей раздела понимается геометрическая граница двух сред.

## Описание
Атомы и молекулы на границах раздела проявляют иные свойства, нежели атомы и молекулы в объеме фазы или материала, поскольку находятся в другом окружении (см. также поверхность). В связи с этим изучение свойств вещества на границах раздела и возникающих там явлений составляет особую область физики и химии. Важность поверхностные эффекты приобретают в наноразмерных материалах, где доля поверхности очень велика и может начать определять свойства материала в целом (см., например, соотношение Холла — Петча).
В простейшем случае наноматериал, состоящий из атомов одного сорта, содержит два компонента, различающихся по структуре: упорядоченные зерна (кристаллиты) и интерфейсы (межзёренные границы). Структура границ раздела определяется типом межатомных взаимодействий (металлические, ковалентные, ионные) и взаимной ориентацией соседних зерен (кристаллитов). Границы раздела компактных наноматериалов могут содержать три типа дефектов: отдельные вакансии; вакансионные агломераты или поры, образующиеся в тройных стыках кристаллитов и на месте отсутствующих кристаллитов. В границах раздела компактных наноматериалов могут присутствовать упругие напряжения, локально искажающие кристаллическую решетку зерен вблизи их границ, и зернограничные дислокации. Отжиг поликристаллических наноматериалов приводит к релаксации границ раздела.
Важным примером являются полупроводниковые гетероструктуры, в которых сама граница раздела (или в данном случае гетеропереход) между двумя разными по химическому составу полупроводниками выполняет функцию технического устройства. В гетероструктурах с очень резкими границами раздела соседние гетерограницы располагаются настолько близко друг к другу, что в промежутке между ними определяющую роль играют размерные квантовые эффекты.